# Tawfiq Ziad
Tawfiq Ziad (arabisch توفيق أمين زيّاد, DMG Tawfīq Amīn Zayyād, hebräisch תאופיק זיאד; auch Tawfik Zayyad oder Tawfeeq Ziad; geboren am 7. Mai 1929 in Nazareth, Britisch-Palästina; gestorben am 5. Juli 1994 im Jordantal, Palästina) war ein palästinensischer Politiker und Dichter.

## Leben und Werk
Ziad wurde zur Zeit des Britischen Mandats über Palästina in Nazareth geboren. Er studierte Literatur in der Sowjetunion. Neben seiner eigenen Schreibtätigkeit war er auch als Übersetzer russischer Werke ins Arabische tätig. Ebenso übersetzte er die Werke des türkischen Schriftstellers Nazim Hikmet.
Ziad gilt als eine der bedeutendsten Stimmen des palästinensischen Widerstandes. Er schrieb einen großen Teil seines poetischen Werkes während seiner Haftzeit, wobei er nicht sein persönliches Leiden in den Vordergrund stellte, sondern die Repressalien und das Leid des Volkes. Sein Gedicht أناديكم / Unādīkum / ‚Ich fordere euch auf‘ wurde mehrfach vertont und ist zu einem der populärsten Lieder des Widerstandes geworden.
Nachdem er Jassir Arafat aus seiner Rückkehr aus dem Exil begrüßt hatte, starb Ziad am 5. Juli 1994 auf dem Rückweg von Jericho nach Nazareth bei einem Frontalzusammenstoß.

## Politische Tätigkeit
Bereits früh entwickelte sich ein politisches Interesse bei Ziad. So führte er bereits als 17-Jähriger einen Studentenprotest gegen die Besatzung durch die Briten an. Nach der Nakba 1948 schloss er sich der Kommunistischen Partei an.
Nach seiner Rückkehr aus der UdSSR wurde er am 9. Dezember 1973 als Kopf der kommunistischen Rakah zum Bürgermeister von Nazareth gewählt. Im selben Jahr erlangte er nach den Wahlen einen Sitz in der Knesset. Dies nutzte er, um aktiven Druck auf die israelische Regierung in Hinblick auf eine Änderung zur Situation der Araber in Israel und den besetzten Gebieten auszuüben.
1987 übermittelte er zusammen mit Tawfik Toubi nach einem Besuch im Al-Far’ah-Gefängnis einen Report über die Haftbedingungen der in israelischen Gefängnissen inhaftierten Araber an die Vereinten Nationen, welcher vorher bereits in der israelischen Zeitung Al HaMishmar veröffentlicht wurde. Der Report wurde in einem ausführlichen Bericht der UN-Generalversammlung vom 23. Dezember 1987 als „der vielleicht beste Beweis für die Wahrheit der Berichte über die widerlichen unmenschlichen Bedingungen von arabischen Gefangenen“ zitiert.
Ziad war mehrfach Angriffen ausgesetzt. Am Tag des Bodens im März 1975, als Tausende Palästinenser gegen massive Landenteignungen und die Judification Galiläas demonstrierten, wurde auch Ziads Haus angegriffen. 1977 wurde er Mitglied der Partei Chadasch. Nach den Massakern in Sabra und Schatila im Jahr 1982 und nach dem Massaker an der Al-Ibrahimi-Moschee im Jahr 1994 waren Ziad und seine Familie ebenfalls Ziele von Angriffen.